# John Dalrymple, 2. hrabě ze Stairu
John Dalrymple, 2. hrabě ze Stairu (John Dalrymple, 2nd Earl of Stair, 3rd Viscount Stair, 2nd Viscount Dalrymple, 3rd Baron Glenluce and Stanraer, 2nd Baron Newlinston) (20. července 1673, Edinburgh, Skotsko – 9. května 1747, Edinburgh, Skotsko) byl britský polní maršál, diplomat a státník. Od mládí sloužil v armádě, za války o španělské dědictví dosáhl hodnosti generála, mezitím po otci zdědil titul hraběte. Souběžně se uplatňoval v diplomacii a prosadil se především jako vyslanec ve Francii (1714–1720). Zastával také hodnosti u dvora a funkce ve správě skotských hrabství. V roce 1742 byl povýšen na polního maršála a jako vojevůdce se naposledy vyznamenal ve válce o rakouské dědictví.

## Kariéra

Erb hrabat ze Stairu

Pocházel ze skotského šlechtického rodu připomínaného od 14. století, narodil se v Edinburghu jako druhorozený syn právníka a politika 1. hraběte ze Stairu. V roce 1682 nešťastnou náhodou na lovu zastřelil svého staršího bratra Jamese (1670–1682) a stal se otcovým dědicem. Mládí strávil v Nizozemí, kde studoval na univerzitě v Leidenu. Jako dobrovolník se zúčastnil devítileté války, později se prosadil ve válce o španělské dědictví, v níž bojoval po boku vévody z Marlborough a postupoval v hodnostech (již v roce 1702 byl podplukovníkem), po bitvě u Ramillies byl povýšen na brigádního generála (1706). Po otci zdědil v roce 1707 titul hraběte ze Stairu (platný pouze pro Skotsko) a v letech 1707–1708 byl voleným zástupcem skotských peerů ve Sněmovně lordů. V letech 1709–1710 byl vyslancem u polského krále Augusta II. v Krakově, mezitím dosáhl hodností generálmajora (1708) a generálporučíka (1709), v roce 1709 bojoval v bitvě u Malplaquet. V roce 1710 dosáhl hodnosti generála a obdržel Řád bodláku, ale téhož roku spolu s pádem vévody Marlborougha se musel stáhnout do ústraní.

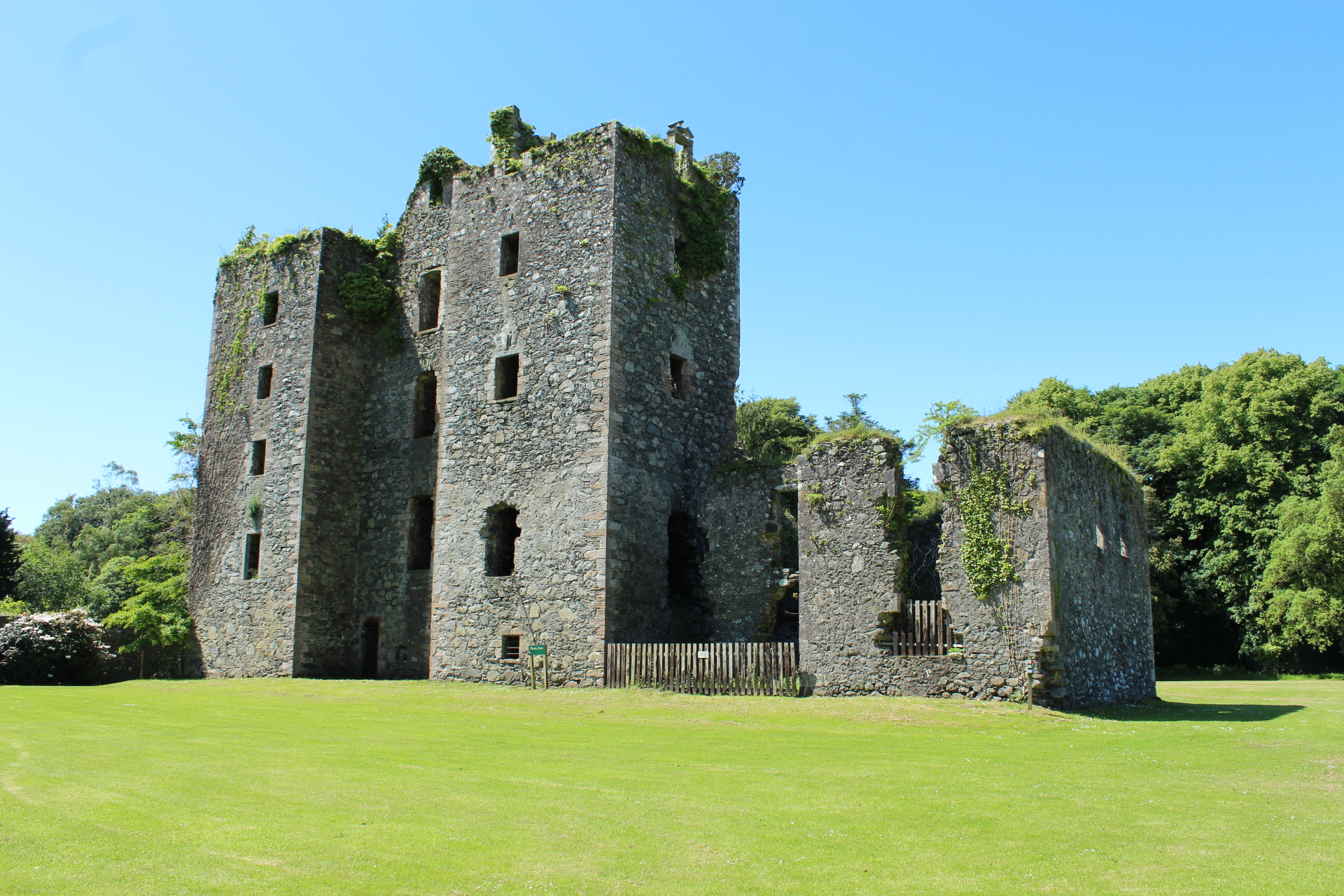
Zříceniny zámku Castle Kennedy (Skotsko)

Znovu se k vysokým postům vrátil po smrti královny Anny a nástupu hannoverské dynastie. V roce 1714 byl jmenován členem Tajné rady, v letech 1714–1727 byl lordem komořím Jiřího I. a zároveň zastával funkci velitele pěchoty ve Skotsku. Po skončení války o španělské dědictví byl ale především vyslancem ve Francii (1714–1720, nejprve jako zplnomocněný ministr, až od roku 1719 s hodností vyslance). V Paříži navázal prospěšné přátelské kontakty s regentem Filipem Orleánským a pobyt ve Versailles jej inspiroval pro pozdější úpravy rodových sídel ve Skotsku. Po návratu z Francie se v politice uplatňoval jako opětovně zvolený reprezentant skotských peerů ve Sněmovně lordů (1715–1734), v letech 1729–1733 zastával též čestný post viceadmirála ve Skotsku. Patřil sice k whigům, ale jeho kariéru dočasně přerušil odpor vůči vládnímu návrhu daňové reformy v roce 1733. Premiér Robert Walpole tehdy sice svůj plán neprosadil, ale podpora krále Jiřího II. mu umožnila zbavit se vnitrostranické opozice. Spolu se Stairem museli své funkce v roce 1733 opustit například jeho spolubojovník z války o španělské dědictví generál Cobham nebo vévoda z Boltonu a hrabě z Chesterfieldu.
Až po pádu premiéra Walpola získal opět vysoké postavení, kdy stejně jako v roce 1714 obdržel hned několik vlivných funkcí. V roce 1742 byl povýšen na polního maršála, v letech 1742–1743 byl vyslancem v Haagu a od roku 1742 zároveň guvernérem na Menorce. Za války o rakouské dědictví byl souběžně jmenován vrchním velitelem britské armády v Německu a jako vojevůdce se naposledy významně prosadil v bitvě u Dettingenu (formálním vrchním velitelem zde byl osobně přítomný král Jiří II.) Ve věku sedmdesáti let rezignoval v roce 1743 na post vrchního velitele a vrátil se do Skotska, zemřel v paláci Queensberry House v Edinburghu.

## Rodinné a majetkové poměry

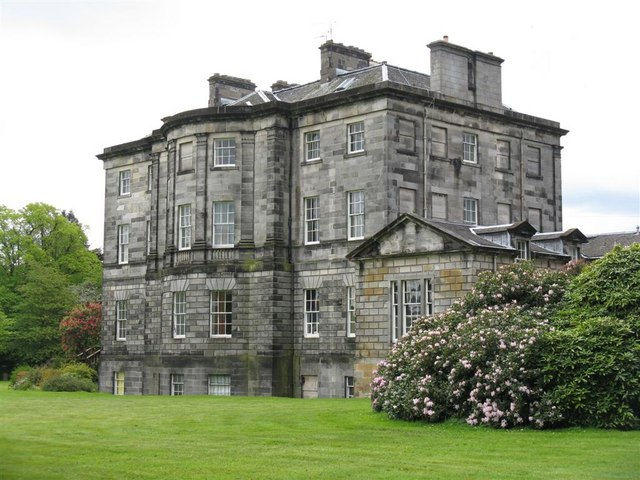
Zámek Newlinston (Skotsko), hlavní sídlo 2. hraběte ze Stairu

V roce 1714 se oženil s Eleanor Campbell (1682–1759), dcerou 2. hraběte z Loudounu (její bratr Sir James Campbell byl generálem a padl v bitvě u Fontenoy). Jejich manželství zůstalo bez potomstva a titul hraběte ze Stairu přešel na potomstvo Johnova mladšího bratra Williama Dalrympla (1678–1744), který ve válce o španělské dědictví dosáhl hodnosti plukovníka a později byl dlouholetým členem Dolní sněmovny.
Po otci byl dědicem několika sídel v různých částech Skotska. O nejstarší rodové sídlo Stair House v hrabství Ayrshire nejevil příliš velký zájem, významné projekty v zahradní architektuře ale realizoval na svých dalších sídlech Castle Kennedy v jižním Skotsku a Newlinston poblíž Edinburghu. Zámek Castle Kennedy vyhořel v roce 1716, hrabě ze Stairu se po návratu z diplomatické mise ve Francii rozhodl ponechat zámek jako impozantní kulisu k nově budovanému parku ve francouzském stylu. Ještě větší pozornost věnoval dalšímu sídlu v Newlinstonu nedaleko od Edinburghu. Stairův pobyt ve Versailles byl inspirací pro přestavbu zámku a budování francouzských zahrad. Práce trvaly prakticky až do jeho smrti, ještě v roce 1744 zde pracovalo 200 dělníků. Panství Newlinston bylo dědici prodáno již v roce 1747, majetkem rodiny hrabat ze Stairu je dodnes panství Castle Kennedy. Později vybudovaný zámek Lochinch Castle z 19. století je stále trvalým sídlem rodu, pro veřejnost jsou přístupné zahrady Castle Kennedy, zříceniny vyhořelého zámku jsou z bezpečnostních důvodů uzavřené.